# Critérium du Dauphiné Libéré 2009
| Endstand      | Endstand            | Endstand   |
| ------------- | ------------------- | ---------- |
| Erster        | Alejandro Valverde  | 26:33:15 h |
| Zweiter       | Cadel Evans         | + 0:16 min |
| Dritter       | Alberto Contador    | + 1:18 min |
| Vierter       | Robert Gesink       | + 2:41 min |
| Fünfter       | Mikel Astarloza     | + 3:40 min |
| Sechster      | Jakob Fuglsang      | + 4:08 min |
| Siebter       | Vincenzo Nibali     | + 4:21 min |
| Achter        | Haimar Zubeldia     | + 5:05 min |
| Neunter       | David Millar        | + 5:28 min |
| Zehnter       | Christophe Le Mével | + 6:19 min |
| Punktewertung | Cadel Evans         | 97         |
| Zweiter       | Alberto Contador    | 66         |
| Dritter       | Alejandro Valverde  | 59         |
| Bergwertung   | Pierrick Fédrigo    | 111        |
| Zweiter       | David Moncoutié     | 88         |
| Dritter       | Juan Manuel Gárate  | 71         |
| Teamwertung   | Team Astana         | 79:58:20 h |
| Zweiter       | Rabobank            | + 4:41 min |
| Dritter       | ag2r La Mondiale    | + 5:56 min |

Das 61. Critérium du Dauphiné Libéré war ein Rad-Etappenrennen, das vom 7. bis 14. Juni 2009 stattfand. Es wurde in sechs Etappen und zwei Einzelzeitfahren ausgetragen und zählte zur UCI ProTour 2009.

## Teilnehmerfeld
| UCI ProTeams Quick Step Silence-Lotto Team Saxo Bank Team Milram ag2r La Mondiale Bbox Bouygues Télécom Cofidis Française des Jeux Lampre-N.G.C. Liquigas Astana Rabobank Katjuscha Caisse d’Epargne Euskaltel-Euskadi Fuji-Servetto Team Columbia-Highroad Garmin-Slipstream Professional Continental Teams BMC Racing Team |

Es nehmen alle 18 UCI ProTeams sowie das UCI Professional Continental Team BMC Racing Team teil.

## Etappen

### Übersicht
| Etappe          | Tag      | Start             | Ziel                     | km  | Etappensieger    | Führender          |
| --------------- | -------- | ----------------- | ------------------------ | --- | ---------------- | ------------------ |
| 1. Etappe (EZF) | 07. Juni | Nancy             | Nancy                    | 012 | Cadel Evans      | Cadel Evans        |
| 2. Etappe       | 08. Juni | Nancy             | Dijon                    | 228 | Angelo Furlan    | Cadel Evans        |
| 3. Etappe       | 09. Juni | Tournus           | Saint-Étienne            | 182 | Niki Terpstra    | Niki Terpstra      |
| 4. Etappe (EZF) | 10. Juni | Bourg-lès-Valence | Valence                  | 042 | Bert Grabsch     | Cadel Evans        |
| 5. Etappe       | 11. Juni | Valence           | Mont Ventoux             | 154 | Sylwester Szmyd  | Alejandro Valverde |
| 6. Etappe       | 12. Juni | Gap               | Briançon                 | 106 | Pierrick Fédrigo | Alejandro Valverde |
| 7. Etappe       | 13. Juni | Briançon          | Saint-François-Longchamp | 157 | David Moncoutié  | Alejandro Valverde |
| 8. Etappe       | 14. Juni | Faverges          | Grenoble                 | 146 | Stef Clement     | Alejandro Valverde |

### 1. Etappe: Nancy
|    | Fahrer             | Nation     | Team | Zeit       |
| -- | ------------------ | ---------- | ---- | ---------- |
| 1. | Cadel Evans        | Australien | SIL  | 15:36 min  |
| 2. | Alberto Contador   | Spanien    | AST  | + 0:08 min |
| 3. | Alejandro Valverde | Spanien    | GCE  | + 0:23 min |
| 4. | Sébastien Rosseler | Belgien    | QSI  | + 0:33 min |
| 5. | Vincenzo Nibali    | Italien    | LIQ  | + 0:34 min |

### 2. Etappe: Nancy–Dijon
|    | Fahrer         | Nation      | Team | Zeit         |
| -- | -------------- | ----------- | ---- | ------------ |
| 1. | Angelo Furlan  | Italien     | LAM  | 5:35:04 h    |
| 2. | Markus Zberg   | Schweiz     | BMC  | gleiche Zeit |
| 3. | Tom Boonen     | Belgien     | QSI  | gleiche Zeit |
| 4. | Marco Bandiera | Italien     | LAM  | gleiche Zeit |
| 5. | Marcel Sieberg | Deutschland | THR  | gleiche Zeit |

|    | Fahrer             | Nation     | Team | Zeit       |
| -- | ------------------ | ---------- | ---- | ---------- |
| 1. | Cadel Evans        | Australien | SIL  | 5:50:40 h  |
| 2. | Alberto Contador   | Spanien    | AST  | + 0:08 min |
| 3. | Alejandro Valverde | Spanien    | GCE  | + 0:23 min |
| 4. | Sébastien Rosseler | Belgien    | QSI  | + 0:33 min |
| 5. | Vincenzo Nibali    | Italien    | LIQ  | + 0:34 min |

### 3. Etappe: Tournus–Saint-Étienne
|    | Fahrer          | Nation      | Team | Zeit         |
| -- | --------------- | ----------- | ---- | ------------ |
| 1. | Niki Terpstra   | Niederlande | MRM  | 4:32:34 h    |
| 2. | Ludovic Turpin  | Frankreich  | ALM  | gleiche Zeit |
| 3. | Juri Trofimow   | Russland    | BBO  | gleiche Zeit |
| 4. | Rémi Pauriol    | Frankreich  | COF  | gleiche Zeit |
| 5. | Íñigo Landaluze | Spanien     | EUS  | gleiche Zeit |

|    | Fahrer         | Nation      | Team | Zeit       |
| -- | -------------- | ----------- | ---- | ---------- |
| 1. | Niki Terpstra  | Niederlande | MRM  | 10:23:45 h |
| 2. | Rémi Pauriol   | Frankreich  | COF  | + 0:26 min |
| 3. | Juri Trofimow  | Russland    | BBO  | + 0:27 min |
| 4. | Ludovic Turpin | Frankreich  | ALM  | + 0:36 min |
| 5. | Cadel Evans    | Australien  | SIL  | + 1:01 min |

### 4. Etappe: Bourg-lès-Valence–Valence
|    | Fahrer           | Nation                 | Team | Zeit       |
| -- | ---------------- | ---------------------- | ---- | ---------- |
| 1. | Bert Grabsch     | Deutschland            | THR  | 51:26 min  |
| 2. | Cadel Evans      | Australien             | SIL  | + 0:07 min |
| 3. | David Millar     | Vereinigtes Konigreich | GRM  | + 0:39 min |
| 4. | František Raboň  | Tschechien             | THR  | + 0:40 min |
| 5. | Alberto Contador | Spanien                | AST  | + 0:44 min |

|    | Fahrer           | Nation                 | Team | Zeit       |
| -- | ---------------- | ---------------------- | ---- | ---------- |
| 1. | Cadel Evans      | Australien             | SIL  | 11:16:19 h |
| 2. | Alberto Contador | Spanien                | AST  | + 0:45 min |
| 3. | Bert Grabsch     | Deutschland            | THR  | + 0:48 min |
| 4. | František Raboň  | Tschechien             | THR  | + 1:07 min |
| 5. | David Millar     | Vereinigtes Konigreich | GRM  | + 1:09 min |

### 5. Etappe: Valence–Mont Ventoux
|    | Fahrer             | Nation      | Team | Zeit         |
| -- | ------------------ | ----------- | ---- | ------------ |
| 1. | Sylwester Szmyd    | Polen       | LIQ  | 4:05:04 h    |
| 2. | Alejandro Valverde | Spanien     | GCE  | gleiche Zeit |
| 3. | Haimar Zubeldia    | Spanien     | AST  | + 1:14 min   |
| 4. | Robert Gesink      | Niederlande | RAB  | + 1:50 min   |
| 5. | Jakob Fuglsang     | Danemark    | SAX  | + 1:59 min   |

|    | Fahrer             | Nation                 | Team | Zeit       |
| -- | ------------------ | ---------------------- | ---- | ---------- |
| 1. | Alejandro Valverde | Spanien                | GCE  | 15:23:17 h |
| 2. | Cadel Evans        | Australien             | SIL  | + 0:16 min |
| 3. | Alberto Contador   | Spanien                | AST  | + 1:04 min |
| 4. | David Millar       | Vereinigtes Konigreich | GRM  | + 1:43 min |
| 5. | Haimar Zubeldia    | Spanien                | AST  | + 2:21 min |

### 6. Etappe: Gap–Briançon
|    | Fahrer              | Nation     | Team | Zeit       |
| -- | ------------------- | ---------- | ---- | ---------- |
| 1. | Pierrick Fédrigo    | Frankreich | BBO  | 2:48:17 h  |
| 2. | Jurgen Van De Walle | Belgien    | QSI  | + 0:04 min |
| 3. | Stéphane Goubert    | Frankreich | ALM  | + 0:05 min |
| 4. | Juan Manuel Gárate  | Spanien    | RAB  | + 0:14 min |
| 5. | Lars Bak            | Danemark   | SAX  | + 0:25 min |

|    | Fahrer             | Nation                 | Team | Zeit       |
| -- | ------------------ | ---------------------- | ---- | ---------- |
| 1. | Alejandro Valverde | Spanien                | GCE  | 18:15:46 h |
| 2. | Cadel Evans        | Australien             | SIL  | + 0:16 min |
| 3. | Alberto Contador   | Spanien                | AST  | + 1:04 min |
| 4. | Mikel Astarloza    | Spanien                | EUS  | + 1:49 min |
| 5. | David Millar       | Vereinigtes Konigreich | GRM  | + 1:52 min |

### 7. Etappe: Briançon–Saint-François-Longchamp
|    | Fahrer             | Nation      | Team | Zeit         |
| -- | ------------------ | ----------- | ---- | ------------ |
| 1. | David Moncoutié    | Frankreich  | COF  | 4:44:26 h    |
| 2. | Robert Gesink      | Niederlande | RAB  | + 0:41 min   |
| 3. | Cadel Evans        | Australien  | SIL  | gleiche Zeit |
| 4. | Alejandro Valverde | Spanien     | GCE  | gleiche Zeit |
| 5. | Jakob Fuglsang     | Danemark    | SAX  | + 0:53 min   |

|    | Fahrer             | Nation      | Team | Zeit       |
| -- | ------------------ | ----------- | ---- | ---------- |
| 1. | Alejandro Valverde | Spanien     | GCE  | 23:00:53 h |
| 2. | Cadel Evans        | Australien  | SIL  | + 0:16 min |
| 3. | Alberto Contador   | Spanien     | AST  | + 1:18 min |
| 4. | Robert Gesink      | Niederlande | RAB  | + 2:41 min |
| 5. | Mikel Astarloza    | Spanien     | EUS  | + 3:40 min |

### 8. Etappe: Faverges–Grenoble
|    | Fahrer                | Nation             | Team | Zeit         |
| -- | --------------------- | ------------------ | ---- | ------------ |
| 1. | Stef Clement          | Niederlande        | RAB  | 3:30:17 h    |
| 2. | Timothy Duggan        | Vereinigte Staaten | GRM  | gleiche Zeit |
| 3. | Sébastien Joly        | Frankreich         | FDJ  | + 0:02 min   |
| 4. | Adam Hansen           | Australien         | THR  | + 1:31 min   |
| 5. | Aljaksandr Kuschynski | Belarus 1995       | LIQ  | gleiche Zeit |

|    | Fahrer             | Nation      | Team | Zeit       |
| -- | ------------------ | ----------- | ---- | ---------- |
| 1. | Alejandro Valverde | Spanien     | GCE  | 26:33:15 h |
| 2. | Cadel Evans        | Australien  | SIL  | + 0:16 min |
| 3. | Alberto Contador   | Spanien     | AST  | + 1:18 min |
| 4. | Robert Gesink      | Niederlande | RAB  | + 2:41 min |
| 5. | Mikel Astarloza    | Spanien     | EUS  | + 3:40 min |

## Wertungen im Rennverlauf
Die Tabelle zeigt den Führenden in der jeweiligen Wertung nach der jeweiligen Etappe an.
| Etappe    | Gesamtwertung      | Sprintwertung | Bergwertung      | Teamwertung   |
| --------- | ------------------ | ------------- | ---------------- | ------------- |
| 1. Etappe | Cadel Evans        | Cadel Evans   | Cadel Evans      | Silence-Lotto |
| 2. Etappe | Cadel Evans        | Cadel Evans   | Alexandre Pichot | Silence-Lotto |
| 3. Etappe | Niki Terpstra      | Niki Terpstra | Rémi Pauriol     | Team Milram   |
| 4. Etappe | Cadel Evans        | Cadel Evans   | Rémi Pauriol     | Team Columbia |
| 5. Etappe | Alejandro Valverde | Cadel Evans   | Sylwester Szmyd  | Team Astana   |
| 6. Etappe | Alejandro Valverde | Cadel Evans   | Pierrick Fédrigo | Team Astana   |
| 7. Etappe | Alejandro Valverde | Cadel Evans   | Pierrick Fédrigo | Team Astana   |
| 8. Etappe | Alejandro Valverde | Cadel Evans   | Pierrick Fédrigo | Team Astana   |